# Actinote flavicincta
Actinote flavicincta är en fjärilsart som beskrevs av Embrik Strand 1916. Actinote flavicincta ingår i släktet Actinote och familjen praktfjärilar. Inga underarter finns listade i Catalogue of Life.